# Thelypteris araucariensis
Thelypteris araucariensis är en kärrbräkenväxtart som beskrevs av Ponce. Thelypteris araucariensis ingår i släktet Thelypteris och familjen Thelypteridaceae. Inga underarter finns listade.